# Franja Bojc Bidovec
Franja Bojc Bidovec, slovenska partizanska zdravnica, * 26. november 1913, Nemška vas pri Ribnici, † 26. november 1985, Ljubljana.
Po Franji sta imenovana partizanska bolnica pri Dolenjih Novakih in najbolj znani slovenski kolesarski maraton, Maraton Franja.

## Življenje in delo
Med študijem medicine na ljubljanski medicinski fakulteti je postala članica kluba Njiva in Društva kmetskih fantov in deklet. Študij je nadaljevala v Beogradu in Zagrebu, kjer je leta 1939 tudi diplomirala. V letih 1941−1943 je bila splošna zdravnica v Ribnici, hkrati pa je ilegalno sodelovala z narodnoosvobodilnim gibanjem. Septembra 1943 se je pridružila partizanom, naslednje leto pa je bila sprejeta v Komunistično partijo Slovenije. Dr. Franja je bila od januarja leta 1944 pa do konca druge svetovne vojne zdravnica in upravnica Partizanske bolnice Franja (poimenovane po njej). Prišla je v konflikt z dvema od politkomisarjev, ti so bili v partizanih zelo vplivni. Julija 1944 je bila aretirana in podvržena naporni preiskavi, srbski komisar pa jo je hotel celo posiliti.
Po osvoboditvi je do leta 1946 delala v vojaških bolnišnicah v Gorici, Trstu in Ljubljani, nato na ginekološko-porodniških klinikah v Beogradu in Ljubljani. Leta 1953 je opravila specialistični izpit, 1963 pa podiplomski študij iz genitalne tuberkuloze v Ljubljani in Italiji. Leta 1966 je postala asistentka primarij na ginekološki kliniki v Beogradu, od 1967-1973 pa je bila vodja ginekološkega kabineta v vojaški bolnišnici v Ljubljani. V jugoslovanskih in tujih strokovnih revijah je objavila več deset člankov. Bila je članica sveta republike in častna članica Slovenskega zdravniškega društva.